# Eli Rogers
(en) Statistiques sur pro-football-reference
Eli Rogers, né le 23 décembre 1992 à Miami en Floride est un joueur américain de football américain évoluant au poste de wide receiver. Non sélectionné lors de la draft 2015 de la NFL, il est recruté par les Steelers de Pittsburgh où il signe un contrat de 3 ans et s'impose peu à peu dans la rotation des Steelers.

## Biographie

### Carrière universitaire
Eli Rogers joue pour les Cardinals de Louisville de 2011 à 2014.

### Carrière professionnelle
Non sélectionné lors de la draft 2015 de la NFL, Eli Rogers signe un contrat de trois ans avec les Steelers de Pittsburgh. Après avoir passé toute la saison 2015 sur la liste des blessés, Rogers commence l'année 2016 sur le terrain en tant que titulaire. Il inscrit son premier touchdown contre les Redskins de Washington. Il enchaîne les performances de haut niveau avec 103 yards à la réception contre les Ravens de Baltimore puis il marque contre les Cowboys de Dallas. Rogers termine la saison avec un nouveau touchdown contre les Bengals de Cincinnati.